# Reza Ghoochannejhad
Pour les articles homonymes, voir Reza.
Reza Ghoochannejhad, également connu sous le surnom de Gucci, est un footballeur international iranien, né le 20 septembre 1987 à Mashhad en Iran.

## Biographie

### Jeunesse
Sa famille a émigré aux Pays-Bas lorsqu'il avait quatre ans.

### Carrière

#### En club

##### SC Heerenveen
Il fait ses débuts professionnels le 16 avril 2006 contre AZ Alkmaar, une rencontre perdue 2-4. Il entre à la 84e minute en remplacement de Fernando Derveld (en).
Cependant peu utilisé, Reza est prêté la même année au club néerlandais de Go Ahead Eagles qui joue alors en seconde division. Il marque quatre buts en treize matchs. En 2009, il est loué pour six mois au FC Emmen, à nouveau dans l'antichambre de l'élite.

##### Go Ahead Eagles
Au mois d'août 2009, il est transféré au Go Ahead Eagles. Après avoir inscrit six goals et disputé une dizaine de rencontres, il quitte le club en janvier 2010.

##### SC Cambuur
Il joue son premier match avec Cambuur le 22 janvier contre le BV Veendam et marque dès la première minute. C'est lors de la saison suivante qu'il se révèle réellement et devient titulaire. Il réalise son premier hat-trick contre le FC Emmen lors d'une victoire 4 à 0, inscrivant en tout treize buts en 24 rencontres.

##### Saint-Trond VV
En juin 2011, il signe à Saint-Trond en Jupiler Pro League et marque son premier but le 7 août contre le Club de Bruges.

##### Standard de Liège
Le 31 août 2012, il est recruté par le Standard de Liège. Cependant, il ne rejoint son nouveau club qu'en janvier 2013 pour le stage hivernal. Il doit attendre le 19 mai pour inscrire son premier but sous ses nouvelles couleurs, lors d'une victoire des siens 4-3 face à Lokeren.

#### Carrière internationale
Le 18 juin 2013, il marque contre la Corée du Sud le but décisif lors de l'ultime match qualificatif pour la Coupe du monde, permettant à l'Iran de remporter son groupe dans la zone Asie.
Il fait logiquement partie de la liste des 23 joueurs iraniens repris pour disputer la phase finale au Brésil en 2014. Il y dispute trois rencontres et marque contre la Bosnie-Herzégovine. En décembre de la même année, il est sélectionné pour jouer la coupe d'Asie en Australie.
Il est également de la partie lors de la Coupe du monde en Russie. Le parcours iranien s'arrête à nouveau dès les phases de groupe (après une victoire contre le Maroc, une défaite contre l'Espagne et un nul contre le Portugal), sans que Reza n'ait joué une seule minute dans la compétition. Dans la foulée, il annonce sa retraite internationale.

### Vie privée
Reza est le fils de Jalal et Mahin Ghoochannejhad. Son oncle, Jabar Ghoochannejhad, est entraîneur de volleyball en Super League.
Le 30 mars 2016, il s'est marié à Sarvin Bayat, sœur de l'actrice iranienne Sareh Bayat, lors d'une cérémonie tenue en privé au mausolée de l'imam Reza,. Le 29 janvier 2018, le couple a accueilli son premier enfant, un garçon prénommé Doran.
Il a déclaré dans une interview être un supporter de longue date d'Aboomoslem, le club de sa ville natale. Pendant ses loisirs, il aime jouer du violon et d'autres instruments de musique.

## Statistiques

### Carrière
| Saison                | Club                   | Championnat           | Championnat | Championnat | Coupe(s) nationale(s) | Coupe(s) nationale(s) | Compétition(s) continentale(s) | Compétition(s) continentale(s) | Compétition(s) continentale(s) | Iran | Iran | Total | Total |
| Saison                | Club                   | Division              | M.          | B.          | M.                    | B.                    | Comp.                          | M.                             | B.                             | M.   | B.   | M.    | B.    |
| 2005-2006             | SC Heerenveen          | Eredivisie            | 1           | 0           | -                     | -                     | -                              | -                              | -                              | -    | -    | 1     | 0     |
| 2006-2007             | SC Heerenveen          | Eredivisie            | -           | -           | -                     | -                     | -                              | -                              | -                              | -    | -    | 0     | 0     |
| 2007-2008             | SC Heerenveen          | Eredivisie            | -           | -           | -                     | -                     | -                              | -                              | -                              | -    | -    | 0     | 0     |
| 2008-2009             | SC Heerenveen          | Eredivisie            | 1           | 0           | -                     | -                     | -                              | -                              | -                              | -    | -    | 1     | 0     |
| Sous-total            | Sous-total             | Sous-total            | 2           | 0           | -                     | -                     | -                              | -                              | -                              | -    | -    | 2     | 0     |
| 2006-2007             | Go Ahead Eagles (prêt) | Jupiler League        | 13          | 3           | -                     | -                     | -                              | -                              | -                              | -    | -    | 13    | 3     |
| Sous-total            | Sous-total             | Sous-total            | 13          | 4           | -                     | -                     | -                              | -                              | -                              | -    | -    | 13    | 4     |
| 2008-2009             | FC Emmen (prêt)        | Jupiler League        | 12          | 1           | -                     | -                     | -                              | -                              | -                              | -    | -    | 12    | 1     |
| Sous-total            | Sous-total             | Sous-total            | 12          | 1           | -                     | -                     | -                              | -                              | -                              | -    | -    | 12    | 1     |
| 2009-2010             | Go Ahead Eagles        | Jupiler League        | 10          | 6           | 2                     | 1                     | -                              | -                              | -                              | -    | -    | 12    | 7     |
| Sous-total            | Sous-total             | Sous-total            | 10          | 6           | 2                     | 1                     | -                              | -                              | -                              | -    | -    | 12    | 7     |
| 2009-2010             | SC Cambuur             | Jupiler League        | 13          | 2           | 1                     | 0                     | -                              | -                              | -                              | -    | -    | 14    | 2     |
| 2010-2011             | SC Cambuur             | Jupiler League        | 24          | 13          | 3                     | 1                     | -                              | -                              | -                              | -    | -    | 27    | 14    |
| Sous-total            | Sous-total             | Sous-total            | 37          | 15          | 4                     | 1                     | -                              | -                              | -                              | -    | -    | 41    | 16    |
| 2011-2012             | Saint-Trond VV         | Jupiler Pro League    | 23          | 11          | 2                     | 1                     | -                              | -                              | -                              | -    | -    | 25    | 12    |
| 2012-jan 2013         | Saint-Trond VV         | Belgacom League       | 10          | 6           | 3                     | 3                     | -                              | -                              | -                              | 2    | 0    | 15    | 9     |
| Sous-total            | Sous-total             | Sous-total            | 33          | 17          | 5                     | 4                     | -                              | -                              | -                              | 2    | 0    | 40    | 21    |
| jan 2013-2013         | Standard de Liège      | Jupiler Pro League    | 9           | 3           | -                     | -                     | -                              | -                              | -                              | 5    | 5    | 14    | 8     |
| 2013-jan 2014         | Standard de Liège      | Jupiler Pro League    | 1           | 1           | 1                     | 1                     | C3                             | 7                              | 0                              | 3    | 3    | 12    | 5     |
| Sous-total            | Sous-total             | Sous-total            | 10          | 4           | 1                     | 1                     | -                              | 7                              | 0                              | 8    | 8    | 26    | 13    |
| jan 2014-2014         | Charlton Athletic      | Championship          | 15          | 1           | 2                     | 0                     | -                              | -                              | -                              | 7    | 3    | 24    | 4     |
| Total sur la carrière | Total sur la carrière  | Total sur la carrière | 131         | 48          | 14                    | 7                     | -                              | 7                              | 0                              | 17   | 11   | 169   | 66    |